# Detlev Joost
Detlev Joost (* 1945 in Hamburg) ist ein deutscher Jurist und Hochschullehrer.

## Leben
Nach der Promotion am 16. Juli 1971 an der Universität Hamburg zum Dr. iur. und der Habilitation 1983 in Kiel lehrte er von 1984 bis 1991 als Professor an der Universität des Saarlandes (Lehrstuhl für Bürgerliches Recht, Arbeitsrecht, Handels- und Wirtschaftsrecht) und von 1991 bis 2009 als Professor (C4) für Bürgerliches Recht, Arbeitsrecht in Hamburg.

## Schriften (Auswahl)
- Maklerbedingungen in der deutschen Seekaskoversicherung. Karlsruhe 1972, OCLC 954285327.
- Betriebszugehörigkeit als Rechtsproblem im Betriebsverfassungs- und Mitbestimmungsrecht. Zur Unterscheidung von Betrieb und Unternehmen. Königstein im Taunus 1980, ISBN 3-7756-5311-2.
- Betrieb und Unternehmen als Grundbegriffe im Arbeitsrecht. München 1988, ISBN 3-406-33017-7.
- als Herausgeber mit Hartmut Oetker und Marian Paschke: Festschrift für Franz Jürgen Säcker zum 70. Geburtstag. C.H. Beck, München 2011, ISBN 978-3-406-62863-4.